# Женев'єв Беланже
Женев'єв Беланже (англ. Geneviève Bélanger, 24 грудня 1987) — канадська плавчиня.
Призерка Чемпіонату світу з водних видів спорту 2011 року.